# پیتر بیکر (بازیکن فوتبال، زاده ۱۹۳۱)
پیتر بیکر (انگلیسی: Peter Baker; ۱۰ دسامبر ۱۹۳۱ – ۲۷ ژانویهٔ ۲۰۱۶) بازیکن فوتبال اهل بریتانیا بود.
از باشگاه‌هایی که در آن بازی کرده‌است می‌توان به باشگاه فوتبال تاتنهام هاتسپر، باشگاه فوتبال رومفورد، و باشگاه فوتبال انفیلد ۱۸۹۳ اشاره کرد.